# توبروک ایر
توبروک ایر (به انگلیسی: Tobruk Air) یک شرکت هواپیمایی با کد یاتا 7T است. دفتر مرکزی توبروک ایر در لیبی واقع شده‌است.